# 比謝川
比謝川（ひじゃがわ）は、沖縄県の沖縄本島中部を流れる二級河川。沖縄本島で最大の流域面積を持ち、沖縄本島南部の水源として利用されている。

## 地理
沖縄県沖縄市胡屋（ごや）の沖縄こどもの国付近に発し、沖縄市市街地をゆるやかに蛇行しながらおおむね北へ流れる。沖縄市知花（ちばな）付近で流れを西方向に変え、キャンプシールズ（アメリカ軍施設）内で与那原川（よなばるがわ）と合流する。嘉手納弾薬庫地区（アメリカ軍施設）および嘉手納基地敷地内の森林内を蛇行し、嘉手納町に入り屋良ムルチ（やら‐）に至る。さらに西へ流れ嘉手納町の中心街近くに架かる比謝橋（ひじゃばし）付近で長田川と合流し、嘉手納町と読谷村の境界部において渓谷をなしつつ東シナ海に注ぐ。
沖縄市内の一部流域では大雨が降った際には氾濫することが多い為、監視カメラが設置されており、河川の様子は停止画像だがインターネット上で確認も出来る。尚、セイルフィンプレコの一大繁殖地としても知られている。

## 利水施設および橋梁など
倉敷ダム
支流の与那原川に建設されたダム。与那原川だけでなく沖縄島北部の河川から導かれた上水を貯水する役割もある。ダム湖である倉敷湖はダム湖百選に選ばれている。
屋良ムルチ
嘉手納町屋良の嘉手納弾薬庫地区と嘉手納飛行場の間にある長さ89m、幅38m、面積2360m2の沼。大雨の時に川の流れが渦を巻くため深さ15mの淵が形成されている。大蛇が住むという伝説がある。
比謝橋
比謝川と長田川の合流点付近に架かる橋。古くは木造であったため水害によってたびたび破壊され、1716年頃から石橋への架け替え工事が行われた。その後も水害による破損と改修が繰り返され、1866年頃に5つの連続したアーチ橋から成る石橋が完成してから水害による大きな破損はなくなった。周辺の渓谷を含めて沖縄八景の一つに数えられていたが、1953年に国道58号線（当時の1号線）拡張のために架け替えられた。
渡具知港（とぐちこう）
比謝川河口部は天然の良港であり、古くから港として利用されてきた。琉球王国時代には造船所があり、1609年の薩摩藩による琉球出兵の上陸地となった。

## 流域の自治体
沖縄県
沖縄市、うるま市、中頭郡嘉手納町、読谷村